# 7869 Прадун
7869 Прадун (7869 Pradun) — астероїд головного поясу, відкритий 2 вересня 1987 року.
Тіссеранів параметр щодо Юпітера — 3,590.